# ASCII-umetnost
ASCII-umetnost je vrsta izdelave slik in podob, ki izhaja iz 95 računalniških znakov, določenih po standardu ASCII. Slike se sedaj lahko izdelajo s pomočjo poljubnega urejevalnika besedil. Take slike so se pojavile kmalu po pojavu računalnikov. Slike so bile na luknjanih karticah. Posebno priljubljene so bile slike Mone Lize in Disneyjevih risanih likov. Pogosto se uporabljajo pri prostooblikovnih jezikih, kjer lega znakov v besedilu programa ni pomembna. Večina slik iz ASCII umetnosti za predstavitev potrebuje črke s stalno širino, oziroma nesorazmerne črke, podobne tistim v pisalnih strojih.
Primer ASCII-umetnosti:
```
 aaaaaa222222SSSSSS2222222SSSS2a22222SSSSSSSS22aaaaaaaa222222SS222aaaZaaZZZZ
 2222aaaaS2222222222222222SS2SS22222SSXXXSSXSSXSSSXXXXXSSXSXXXXXX7XSSSSSSS22
 2222222aaaZZa222222a222222SS22a22SSX77rrr777X77XXXSSSSSXSSXSSSXXXSXSS22S222
 22a2222aaaaaaa22222aaaZZa2aa2aa2222SSSSXXXSSSSXXXXXXSXSXXSSSSXSSSXX7X22SSS2
 22222a222222222222aaaZZZZZaaZaaZZZaaaa2a2SSSSSSSXSXXXXXXXXSX7;..,;20X77XXXS
 2SSSSSXSSSSSSSSSSSSSS2222aa2222aaaaaa222222SSX7X777XXXX7r:   aMMMMBS7XX7XXX
 SSSSSSXXSXXSSX7:,::i:.:rXSSSSSS22222a2SSXX7XXX77rr;i,    :WMMM@r.,;XSSSSS22
 S22a222S2222XirWMMMMMM@a:;XSSXXXSSXXXX77;ii:,,,:...:rX0MMMMZ: ,;XSS2S222222
 SSSS22aaa22X,2MMMWWW@@MMM2.:i:,,.    ..i7ZB@MMMMMMMMMMMM07 :7SaaaZZaaaaa222
 XSXSXXS2S7: rMMZWWWWWWW@MMMB0MMMMMMMMMMMMMMM@WMW@@W@@@@WMMZaZ8888ZZaa2222S2
 rrr;77rriXMMMMMWWWWWWWWWWWMMMM@W@M@@@@@@WWWWWBWW@WW@8ZW@MXS0B00088ZZZZaaaa2
 ;;iiiii:;ZX;,8MMWWW@@MMMMMMMM@W@WWWWB0@
 08a222SS22aZZZZ2BMir7r   MMMMBBWWBBBBWWWWWWMMM0,:;rr7XXXXXX777rr77XX7X77X7X
 0WWWBB088888ZZ8ZSZMMM8MMMMM@WWWWBBWW@WWWWWMM2,ir7r7r77XXX77rr;;;rr7XXSS2222
 SSSaaaZZZaaa22222X;rWMMMMWWWWWWWWWWWWWWWWWMB;r77XXXXS2222SSX77rr;rr7XXX2aZa
 SSSSSSXXXXX7XXXX777;. XWMMM@WW@@@@WWWWWWMMM22a22222222222SSXX7rrrrrr7XXSSSS
 2222SXXXX7XXX7XXXXXX7ri  i0M@@MWMMMMM@MMMBZZ0B000000088ZZZZZZZZZaaa22SSSSXS
 22aaZZ8Z888808888ZZZZaa2X:MZMMW ..78WMMZrXSSS2222aaaaaZZZZZZZZaZaaa222SS2SS
 2SXXSS22aaZ880000BBBBB088S2BWMMXaX7 ;Mii7rr;;;i;;;;;;;rr777r7r7r7rrr7rr77XX
 888ZZZZa2SSX77XXSSXSSSSS2SX7    8SrXMr;XX77r77rrrr;;;;;rrrr77r7r7rrrr;rr;i;
 Z8088ZZZZZZ22SSSSSXX7777rrrXai 7270Mr72aZZZZ888888888ZZZaSSXSXSSSX7r;i::;rS
 aaaSS2222aaaaaaZaZZZ888888Z88M; .MMrrSSXXXS2aaa2aaaa2S77rrrr777X77XXX2a888Z
 XXX7X77rrr7XXS222222aZZZ8ZZa7@2: 7M,;;;;iiii::,::,,...,:,.,::i;r;rr7X2ZZa22
 XXr;ii::iiii;r777rrr7ri::iir,M,S MMZXS2Zaaa22SXX77777XS222222aaa2SXX777r7XX
 X77r;rr7XXXSSSSSXS22XrrXSa80Z080,  2Z8aaaZZ880BBWWWWWWWWWWWWWW@WWWWWB08ZZZZ
 i,:iirrrrr7rrrrr7a:;MMM@WBB0000WMW  i8Z22aaa8Z888Z888000BBB88ZZZZ0BBW@MMMMB
 822SXXaZa2XX77777Z    rMM@8Z880BMM: :XBZaaa22222ZZZZZaa222XXXXXXXXXXXS2aZZ2
 8WaSSr77XX2Z0@@@WMMX     7MM@0ZZZ:M2 ;0Z8aSX7r;7XaZaS77r;rXX2aa2SSXXXSSX7r;
    ;;7X;:ii.:..7SZ8BWZ;     ;2S77  XB SiX;;rrr;ii;i::,::;r;7X;iii::,,.... ,
 282X,  ..2a8W8Sr.,;a8WMMM@,    2BMW22@. 72a22S22a2aZZ8082;i;:,:iir7XSSXriii
 ,:SZ,7. i:i  .    ;.,.i7rSWMMMr  ,2B0iM  ,8SSSSXrr7777XXS22a2aZZ8880ZSXX280
   .  rZMZS8  r:.7  ri   ,     ;08Z  r8SBZ :;X7SaZ80Z227r:...     .,. ,ir7X2
 BBZZX7;2;.a8XSSr8000Z@MMMMW0082i ;8WX:70SMSSaa:iii;;rXX7X0MM@BB0Za2S77rr7rX

```